# Хариты

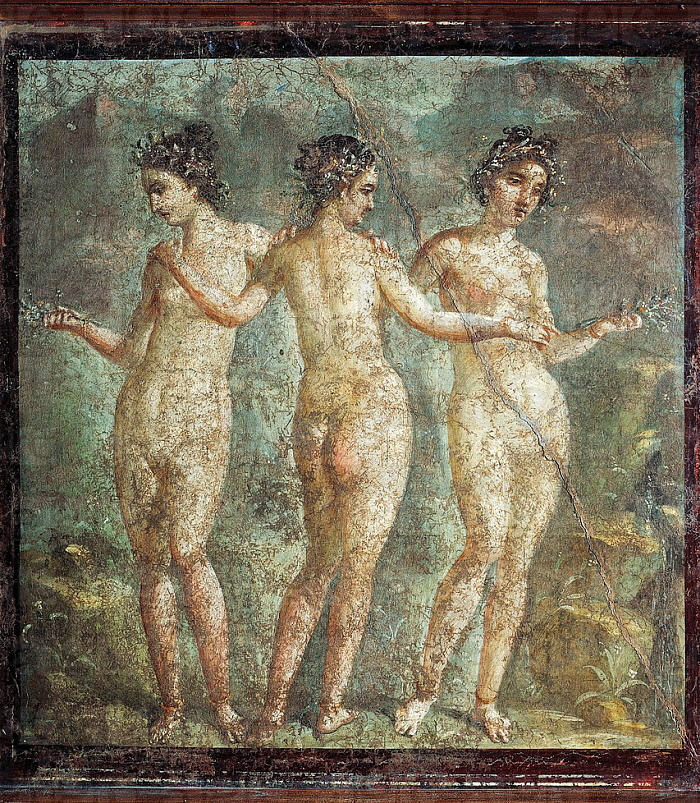
Три грации. Фреска из Помпей, 1-50 год

Хари́ты (др.-греч. Χάριτες от χάρις, «изящество, прелесть») — в древнегреческой мифологии три богини веселья и радости жизни, олицетворение изящества и привлекательности. Соответствуют римским грациям.
Хариты, как богини изящества, прелести и красоты, даровали творческое вдохновение художникам и покровительствовали искусствам. Элемент «Харис» включает микенское слово ka-ri-si-jo. Согласно Гомеру, — «прислужницы Афродиты». Их жилище рядом с Музами, что подчёркивает их близость. Их культ в Орхомене.

## Три хариты

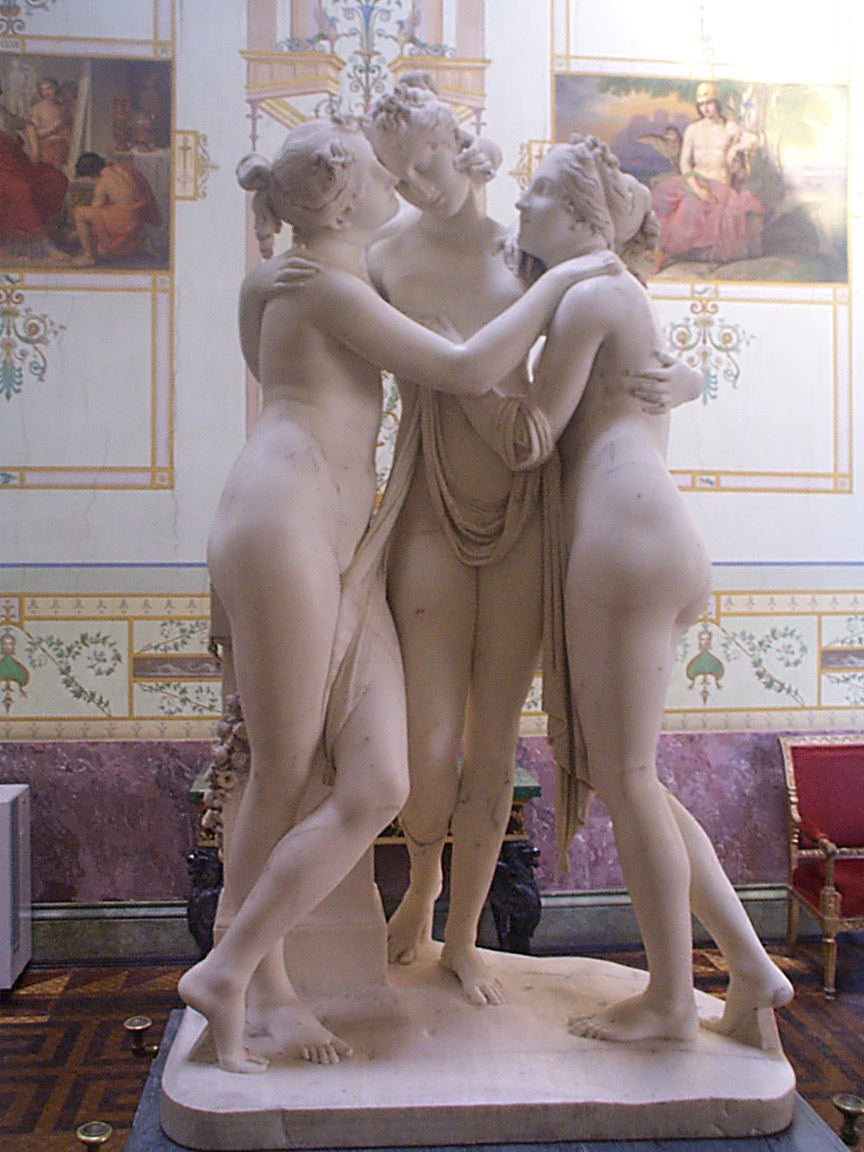
А. Канова.Три грации. Ок. 1815 Эрмитаж, Санкт-Петербург

Согласно Гесиоду и Ономакриту — дочери Зевса и Евриномы. Упоминаются Пиндаром:
- Агла́я (греч. Ἀγλαϊα, «ликование», либо «красота», «блеск»). Жена Гефеста[8]. Вестница Афродиты[9].
- Евфроси́на (греч. Εὐφροσύνη, «радость», либо «благомыслящая»).
- Та́лия (греч. Θαλία, «изобилие»[10]).

## Другие предания о харитах

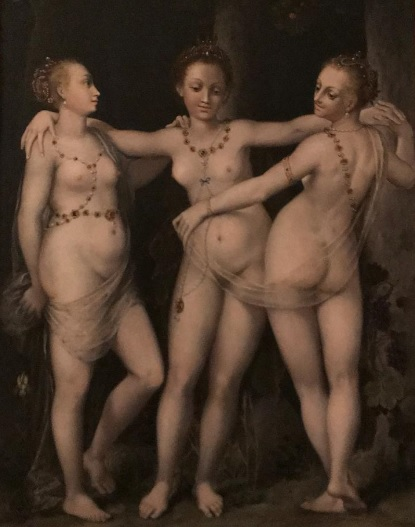
Три грации. Равестейн, Дирк де Кад ван, XVII в.

Согласно Антимаху, хариты — дочери Эглы и Гелиоса. По Гермесианакту, одна из них — Пейто. Согласно Каллимаху, дочери Илифии. По Сервию, дочери Диониса и Афродиты. Иногда именуются дочерьми Океана и Эвриномы, либо Диониса и Корониды.
Пасифея — одна из харит, согласно Гомеру. Упоминается у Катулла и Павсания. Возлюбленная Гипноса. Именуется дочерью Диониса. Таким образом, имена харит — Пасифея, Аглая и Харита, а на сосуде V в. до н. э. даны их, по-видимому, нарицательные имена: Гелазия (нежная улыбка), Комазия (приятная собеседница) и Лекори (блестящая красота). До римского времени изображались одетыми и стоящими лицом к зрителю, взявшись за руки. как знак единства и целостности образа (стела в Лувре и др.).
Спартанский поэт Алкман называет их Фаенна (Блеск) и Клета (Звук). Храм им на берегу Тиаса воздвиг лакедемонянин Харит, дав им эти имена. Либо почитание установил Лакедемон.
В Афинах харит звали Авксо («Прославляющая, умножающая») и Гегемона (Руководительница) (либо Весна и Осень). Восходит к культу Адониса.
Первый ватиканский мифограф называет одну из харит Евгиала, очевидно, это ошибка вместо Аглая.
У римлян харитам соответствуют грации.
В быту харит и граций призывали в возлияниях на пиру и на уроках философии, прося придать гармонию и тихое веселье этим событиям. А также при рождении и воспитании детей и в особенности девочек, что известно из эллинистических романов III—II вв. до н. э.

## В изобразительном искусстве

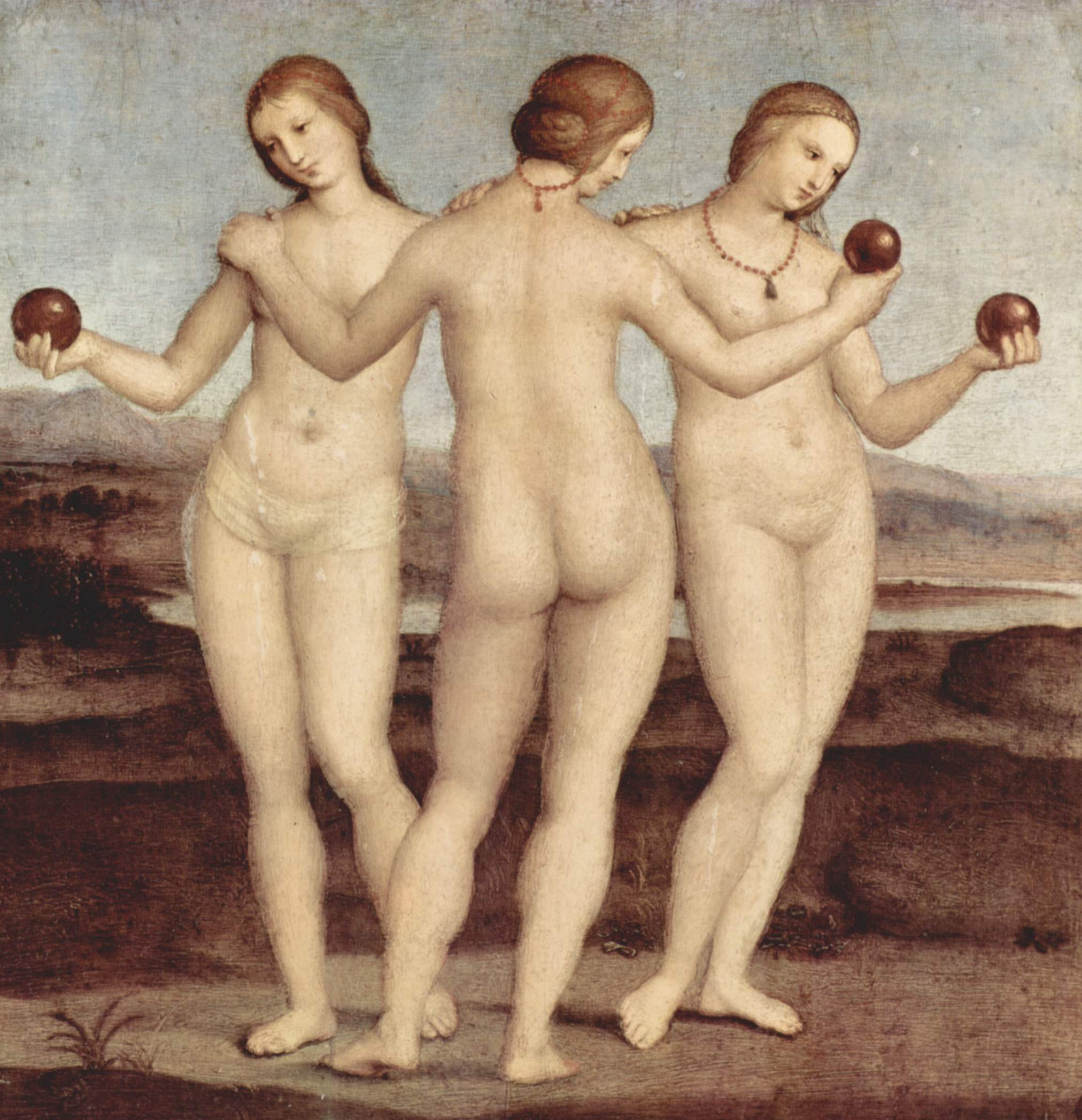
Три грации. Рафаэль, 1504

В искусстве хариты (грации) обычно изображаются сгруппированными таким образом, что две крайние стоят лицом к зрителю, а та, что посередине, — спиной, с головой, повёрнутой вполоборота. Такова была их античная поза, известная и копировавшаяся в эпоху Ренессанса.
Примавера, Боттичелли, живопись, XV век,
Три грации, Рафаэль, картина, XVI век,
Три грации, Лукас Кранах Старший, картина, XVI век,
Три грации, Рубенс, живопись, XVII век,
Три грации, Этьен де Антуан, фонтан XVIII века на площади Комеди, Монпелье, Франция,
Три грации, Антонио Канова, скульптура (неоклассицизм), XIX век,
Три грации, неоклассическая скульптура неизвестного автора XIX или XX века, находится в Музее искусства Индианаполиса,
Нимфа (центральная фигура в «Трёх грациях»), Аристид Майлол, бронзовая скульптура, 1953 г․,
Три грации, Хайнц Мак, абстрактная скульптура, 1965 г․, находится в парке скульптур Линдена,
Три грации, Ники де Сен-Фол, скульптура, 1999,
Три грации, Майкл Паркес, картина, упомянутая в романе Дэна Брауна «Утраченный символ» 2009 года,

## В литературе и музыке
В разные века грации наделялись разным аллегорическим смыслом. Сенека описывает их как лучезарных девушек, обнажённых или одетых в свободные одежды, они олицетворяли тройственный аспект щедрости: оказание благодеяния, получение благодеяния и оплату благодеяния. Харитам посвящён LX орфический гимн.
Три Грации (Хариты) нашли отражение и в академической музыке, преимущественно XIX века. Французский композитор Шарль Валантен Алькан написал эскиз фа-диез минор «Грации» op.63-19 из цикла «49 эскизов», где каждый из трёх мелодических голосов соответствует каждой из богинь: верхний — Красота (Аглая), средний, преимущественно на органном пункте cis — Чистота или Непорочность (Евфросина), нижний — Любовь (Талия). 22-й эскиз, ре-бемоль мажор из этого же цикла, называется «Чистота» — он посвящён отдельно второй богине и невероятно благозвучен своим движением в терцию. Имя первой богини — Красота — фигурирует и в его первом экспромте, си мажор, op.32. А в романсе Михаила Глинки «Адель» хариты упоминаются в строчке: «Играй, Адель — не знай печали, Хариты, Лель, тебя венчали…»
Флорентийские философы-гуманисты XV в. видели в них олицетворение трёх фаз любви: красота, возбуждающая желание, которое приводит к удовлетворению. Есть и ещё одна интерпретация: целомудрие, красота и любовь (castitas, pulchritudo, amor), встречается начиная с А. Полициано.

## В астрономии
- В честь харит (граций) названы астероиды (424) Грация, открытый в 1896 году и (627) Харида, открытый в 1907 году.
- В честь Евфросины назван астероид (31) Евфросина, открытый в 1854 году
- В честь Аглаи назван астероид (47) Аглая, открытый в 1857 году
- В честь Талии назван астероид (23) Талия, открытый в 1852 году